# Mattawa (Ontario)
Pour les articles homonymes, voir Mattawa.
Mattawa est une ville du district de Nipissing située au nord-est de l'Ontario, Canada et au confluent de la rivière Mattawa et de la rivière des Outaouais. En Ojibwé, Mattawa signifie « la rencontre des eaux ».
Sur une population de 2 003 en 2006, 60 % parlent le français.

## Histoire
En 1615, Étienne Brûlé et Samuel de Champlain sont les premiers européens à y passer pour se rendre en Huronie. Mattawa a toujours été un lieu de passage important sur la route des Voyageurs, entre Montréal et les Grands lacs.
Pendant les décennies 1820 et 1830, l’agent de la Compagnie à Fort-Coulonge prend l’habitude d’envoyer une subalterne, John Silveright, à Mattawa pour commercer. L’endroit est connu des voyageurs car à la fourche de Mattawa, qui signifie fourche de la rivière en anishinabe, la route de fourrure quitte la rivière des Outaouais et remonte la petite rivière Mattawa. Même si aucun traité n’a été signé avec le peuple Népissingue, le Haut-Canada procède à des relevés de territoire en 1835 et divisent la région au sud-est du lac en cantons de 1000 acres, eux-mêmes répartis en terres de 100 acres chacune et orientés selon un axe nord-ouest/sud-est. En 1837, la Compagnie de la Baie d’Hudson décide d’y ériger un poste de traite baptisé Mattawa House. Une dépendance du Fort-Coulonge d’abord, il relèvera du fort Temiskaming dès 1841. Nipissing House devient un fardeau pour la Compagnie de la Baie d'Hudson, qui le ferme en 1879, alors que des bûcherons sont à l’œuvre dans la région de Mattawa. « Comme dans la vallée de l’Outaouais, la progression de l’industrie forestière signifie la fin de l’exploitation de la fourrure. » La disparition progressive de la fourrure dans la région obligera le poste de Mattawa à diversifier ses intérêts et demeurera ouvert jusqu’en 1908.
Les oblats prennent l’habitude d’arrêter presque chaque été à Mattawa, à partir de 1845, en route vers le lac Témiscamingue. La fourrure n’est plus la seule activité, la récolte du bois étant pratiquée dans l’Outaouais supérieur au milieu du siècle. Certains bûcherons amènent leurs familles. À partir du moment où une centaine de familles résident de façon permanente à Mattawa, une chapelle est établie vers 1863 et des oblats y résident à partir de 1869. Avec l’arrivée d’un fil télégraphique en 1875 et un bateau vapeur qui fait des liaisons avec la voie ferrée à Deux-Rivières, Mattawa sort d’un certain isolement. Le poste prend l’allure d’une petite ville lorsque deux écoles sont ouvertes en 1871, une protestante, peu fréquentée, et une catholique. Dans cette région sans réserve autochtone et une population de plusieurs origines, l’enseignement, qui dépend des missionnaires, est dispensé en français, en algonquin et en anglais. Le père Jean-Marie Nédélec se plaint que les Canadiens et les Autochtones semblent peu intéressés à fréquenter l’école. L’école est inactive pendant quelques années avant de l’arrivée de trois sœurs grises, en 1878, qui font construire deux écoles et un premier hôpital entre 1880 et 1885. 
La Confédération de 1867 intensifie cette volonté de lier les régions du pays par un chemin de fer. Le gouvernement fédéral augmente significativement la taille du pays en achetant les terres de la Compagnie de la Baie d’Hudson en 1869. En plus des quatre provinces fondatrices de l’Est, on rajoute quatre provinces dans l’Ouest entre 1870 et 1905. Un contrat est signé en 1880 pour qu’un syndicat d’hommes d’affaires de Montréal construise un chemin de fer transcontinental avant 1890 en échange pour d’importantes subventions du gouvernement fédéral. Le Canadien Pacifique fera l’acquisition de lignes existantes de l’Ontario et du Québec. Le Canada-Central par exemple, une voie ferrée remontant la vallée des Outaouais, est obtenue dans ce type d’échanges. Des arpenteurs sont les premiers qui traversent le passage de la voie, et sont suivis par les équipes qui coupent et enlèvent les obstacles, et suivent ensuite ceux qui préparent le remblai, pose les dormants et les rails. Des milliers d’hommes travaillent pour des sous-traitants qui s’engagent à déblayer, à ériger des ponts ou ponceaux, à apporter des matériaux de remblai, à poser des rails. C’est une ruche d’activités. Une première locomotive arrive à Mattawa en 1881, à North Bay et à Sturgeon Falls en 1882, à Sudbury en 1883 et à Sault-Sainte-Marie en 1885. L’inauguration du Canadien Pacifique rend « soudainement possible une colonisation massive » dans le Nipissing, puisque l’accès à la région dépendait, jusque-là, de nombreux portages. 
On retrouve alors 2 000 ouvriers de « nationalités diverses » sur la voie ferrée « où bien des dangers menacent les mœurs » selon Gervais. Mattawa, qui compte près de 5 000 résidents, agit comme centre d’approvisionnement pour les colons, les bûcherons et les voyageurs. Arthur Buies rajoute que « les hôtels et les magasins » qui « abondent […] à Mattawa » permettent aux « jobbeurs » d’y « dépenser une bonne partie de leur argent et festoyer avec une louable émulation ». En 1894, le curé Gendreau obtient la construction d’un moulin et d’une scierie. L’année suivante, Mattawa tente, mais sans succès, à devenir le siège administratif du district.

### Tableau: Peuplement d’une sélection de cantons et de villages du lac Nipissing (1891-1941)
| Municipalité          | 1891 | 1901 | 1911 | 1921   | 1931   | 1941   |
| (CJA) St-Charles      | 155  | 282  | 730  | 819    | 880    | 894    |
| (CMM) Noëlville       | -    | 118  | 1091 | 1342   | 1447   | 1651   |
| (RD) Warren           | -    | 774  | 1199 | 1119   | 1228   | 1355   |
| (C) Verner            | -    | 868  | 1445 | 1544   | 1509   | 1464   |
| Cache-Bay             | -    | -    | 889  | 925    | 1151   | 1004   |
| Sturgeon Falls        | -    | 1418 | 2199 | 4125   | 4234   | 4576   |
| North Bay             | 1848 | 2530 | 7737 | 10 692 | 15 528 | 15 599 |
| Bonfield              | -    | 403  | 484  | 421    | 493    | 497    |
| Mattawa               | 1438 | 1400 | 1524 | 1462   | 1631   | 1971   |
| *réserves autochtones | -    | -    | 400  | 341    | 312    | 414    |

## Institutions scolaires
- École élémentaire catholique Sainte-Anne
- École secondaire catholique Élisabeth-Bruyère
- St-Victors elementary school
- Mattawa District Public School
- F.J. McElligott Secondary School

## Personnalités
- Joseph Beaulieu (1895-1965), compositeur, y est né.
- Mauril Bélanger (1955-2016), député fédéral libéral d'Ottawa—Vanier de 1995 à sa mort.
- Chuck Labelle (1954), auteur-compositeur-interprète franco-ontarien
- Firmin Monestime (1909-1977), médecin canadien d'origine haïtienne et maire de Mattawa (premier maire noir du Canada).
- Akeem Ouellet (1993), auteur-compositeur-interprète franco-ontarien
- Gilbert Parent (1935-2009), Député et Président de la Chambre des communes du Canada
- John C. Major (1931), est un ancien juge de la Cour suprême du Canada. Il a été juge puîné de 1992 à 2005.

## Démographie
| 2001  | 2006  | 2011  | 2016  |
| ----- | ----- | ----- | ----- |
| 2 270 | 2 003 | 2 023 | 1 993 |

## Galerie photo

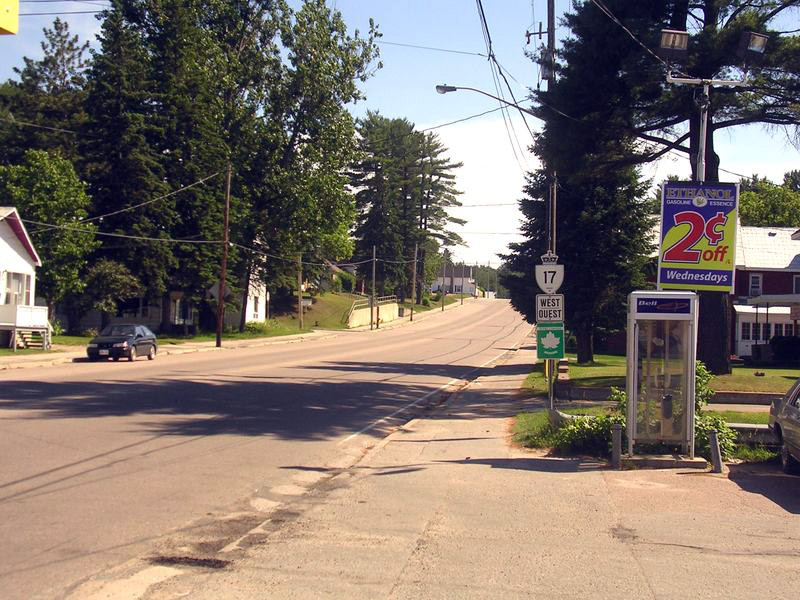
Annonce et signalisation bilingues à Mattawa
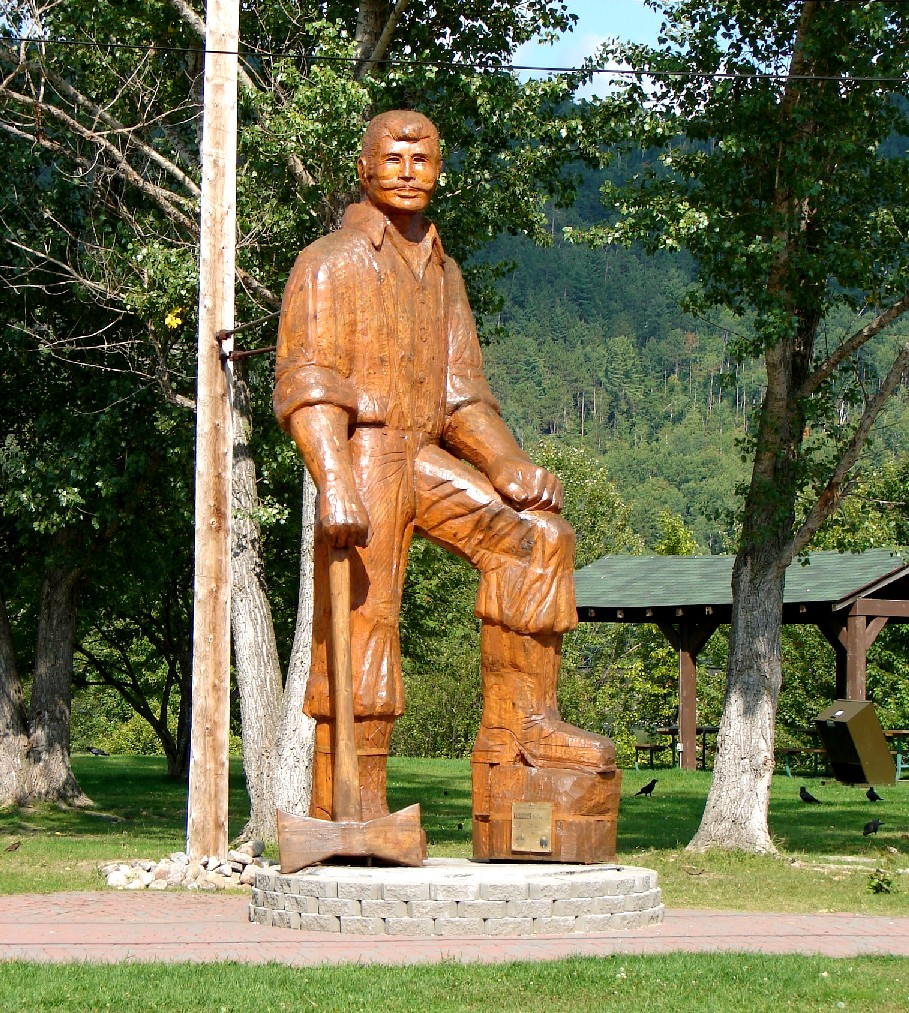
Statue de Big Joe Mufferaw alias Jos Montferrand